# Односи Србије и Тајланда
Односи Србије и Тајланда су инострани односи Републике Србије и Краљевине Тајланда.

## Билатерални односи
Дипломатски односи са Тајландом су успостављени 1954. године.
Амбасада Републике Србије у Џакарти (Индонезија) радно покрива Тајланд.

### Економски односи
- У 2020. години робна размена је износила 67,7 милиона долара, од чега је извоз из РС 3,5милиона, а увоз 64,2 милиона УСД.
- У 2019. г. робна размена је износила 83,6 милиона долара (извоз РС био 9,6 милона УСД, а увоз 74 милиона долара).
- У 2018. години робна размена је износила 72,4 милиона долара, од чега је извоз из РС 1,4 милиона, а увоз 71 милион УСД.[3][4]

### Некадашњи дипломатски представници

#### У Бангкоку
- Петар Толев, амбасадор, 1991—
- Џон Широка, амбасадор, 1986—1990.
- Исмет Реџић, амбасадор, 1982—1986.
- Душан Гаспари, амбасадор, 1979—1982.

#### У Београду
- Прамал Навабусја, амбасадор
- Прадип Сочиратна, амбасадор
- Блакунда Самруатруампол, амбасадор
- Санонг Нишалак, амбасадор
- Упадит Пачарихјангкун, амбасадор